# 1. Gebirgs-Division (Wehrmacht)
Die 1. Gebirgs-Division war ein Großverband des Heeres der deutschen Wehrmacht. Der Gebirgsverband wurde im Laufe des Zweiten Weltkrieges beim Überfall auf Polen, beim Westfeldzug, im Balkanfeldzug, im Krieg gegen die Sowjetunion und ab 1943 zum Partisanenkampf erneut auf dem Balkan inkl. Griechenland, eingesetzt. Die Division wurde auch Edelweiß-Division und von Adolf Hitler als „seine Garde-Division“ bezeichnet und war an Kriegsverbrechen wie dem Massaker auf Kefalonia (1943) beteiligt. Im April 1945 wurde der Name in 1. Volks-Gebirgs-Division geändert.

## Zusammenfassung Geschichte

### Aufstellung
Der Großverband wurde am 1. Juni 1935 zunächst als Gebirgsbrigade mit Oberst Ludwig Kübler als Kommandeur und mit Major Max-Josef Pemsel als 1. Generalstabsoffizier (Ia) im Wehrkreis VII aufgestellt. Der Stab der Gebirgsbrigade befand sich in München, dem Sitz des vorgesetzten Generalkommandos des VII. Armeekorps. Es war beabsichtigt, den Stab der Brigade später nach Garmisch-Partenkirchen zu verlegen, der Kriegsausbruch verhinderte dies jedoch.
Zum 15. November 1935 wurde Kübler die Aufstellung zweier Gebirgs-Jäger-Regimenter sowie einer Gebirgs-Artillerie-Abteilung befohlen. Es handelte sich dabei um die Regimenter 99 und 100 mit je drei Bataillonen zu je vier Kompanien mit je einer 13. und einer 14. (Panzerabwehr-)Kompanie sowie um die Gebirgs-Artillerie-Abteilung mit drei Batterien. Am 1. Oktober 1937 wurde die Aufstellung des Gebirgs-Jäger-Regiments 98 angeordnet, mit dem die Brigade faktisch Divisionsstärke erreichte. Kübler wurde zum 1. Januar 1938 zum Generalmajor ernannt, und am 1. April 1938 wurde die Brigade in 1. Gebirgs-Division umbenannt.

### Sudetenland
Die 1. Gebirgs-Division nahm an der Besetzung des Sudetenlands teil.

### Anschluss Österreichs
Für den Anschluss Österreichs marschierte die Division dort ein.

### Polenfeldzug
Der Überfall auf Polen brachte die ersten Kriegstoten der Division.

### Westfeldzug
Im Mai 1940 gehörte der Verband zu den Angriffstruppen. Am Ende des Westfeldzug verblieb der Verband vorerst in Frankreich. Bei Besançon wurde die Division nach der Niederlage Frankreichs auf die Eroberung Gibraltars vorbereitet. Nachdem Spaniens Diktator Franco den Deutschen den Durchmarsch nach Gibraltar verweigert hatte, wurde die Division an der französischen Kanalküste zur geplanten, aber ebenfalls nicht durchgeführten Landung in England positioniert.

### Balkanfeldzug
1941 folgten der Einsatz im Balkanfeldzug und im Krieg gegen die Sowjetunion.

### Unternehmen Barbarossa
Im Sommer 1941 gehörte die Division zur Angriffsspitze.

### Kriegsverbrechen: Lemberg
Die Einstellung dieses nationalsozialistischen „Eliteverbandes“ wurde bereits zu Beginn des angezettelten Krieges bei den Massakern in Lemberg deutlich.

### Offensive 1942
1942 unternahm die Division einen Vorstoß über den Kaukasus zum Schwarzen Meer, der jedoch scheiterte und zu hohen Verlusten führte.

### Auffrischung 1942
Die dezimierte und ausgebrannte Division musste aus dem Ostkrieg herausgelöst werden.

### Besatzungstruppe Balkan
Ab Frühjahr 1943 mit Besatzungsaufgaben auf dem Balkan und in Griechenland betraut.

### Rückzug nach Österreich
Bei Kriegsende zog sich die Division nach Österreich zurück. Kerntruppen der Division waren die Gebirgsjägerregimenter 98, 99 und 100 und das Gebirgsartillerieregiment 79.

### Kriegsverbrechen
In allen Einsatzgebieten dieses Aggressions- und Eroberungskrieges gab es auch Verbrechen gegen die Menschlichkeit, es kam zu einer Gewöhnung und Verrohung im Laufe des Krieges und kulmunierte auf dem Balkan inklusive Griechenland – siehe nachfolgend unter „Detaillierte Divisionsgeschichte“.
Im Partisanen„kampf“ waren Repressalien gegen die ansässige Bevölkerung, Geiselerschießungen, Erschießungen als Partisanenhelfer Verdächtiger, das Niederbrennen von Dörfern und der Abtrieb des Viehs an der Tagesordnung, basierend auf den Sühnebefehlen der Wehrmachtführung von 1941/1942 zu zentralen „Kampfmethoden“ gegen Partisanen. 1943 wurde die Division als Teil des  XXII. Gebirgs-Armeekorps unter Führung von Hubert Lanz mit der militärischen Sicherung Westgriechenlands gegen eine erwartete alliierte Landung beauftragt, es verschärften sich die Repressalien bzw. wurden die „Freiheiten“ erweitert. Die Massenerschießungen auf der Insel Kefalonia (italienische Soldaten) und in Kommeno (Zivilisten) sowie in vielen weiteren Dörfern in Westgriechenland verstießen gegen das Kriegsrecht. Unter den unzähligen Opfern der Division waren auch Frauen und Kinder, die Männer wurden entweder erschossen oder gefangen genommen und als Zwangsarbeiter nach Deutschland in die Waffenindustrie verschleppt. Die Kriegsverbrechen auf dem Balkan wurden in einem Nachfolgeverfahren der Nürnberger Prozesse verhandelt, von den Generälen konnte nur Hubert Lanz vor dieses Gericht gestellt werden, Josef Kübler kam in Ljubljana von einem Kriegsgericht und wurde hingerichtet, Walter Stettner fiel 1944 in Belgrad.

## Gliederung der 1. Gebirgs-Division zum 1. April 1938
- Divisionskommandeur: Generalmajor Ludwig Kübler
- Ia (Erster Generalstabsoffizier): Major Pemsel
- Ib (Zweiter Generalstabsoffizier): Hauptmann Kimbacher
- Divisionsarzt: Oberstabsarzt Bingler
- Divisionsveterinär: Oberstabsveterinär Rasberger
- Gebirgs-Jäger-Regiment 98, Kommandeur: Oberstleutnant Schörner, Regimentsstab, III. Batl. und 16. (Pz. Abw.) Kp. Mittenwald, I. Batl. Garmisch-Partenkirchen, II. Batl. Lenggries, ErsatzBatl. Memmingen
- Gebirgs-Jäger-Regiment 99, Kommandeur: Oberstleutnant Kreß, Regimentsstab, II. Batl. und 16. (Pz. Abw.) Kp Füssen, restliche Einheiten Sonthofen
- Gebirgs-Jäger-Regiment 100, Kommandeur: Oberstleutnant Lanz, Regimentsstab, III. Batl. und 16. (Pz. Abw.) Kp Bad Reichenhall, I. Batl. Brannenburg, II. Batl. Berchtesgaden, Ersatzbatl. Laufen
- Gebirgs-Artillerie-Regiment 79 Kommandeur: Oberst Wintergerst, Regimentsstab und II. Abt. Garmisch-Partenkirchen, I. Abt. Bad Reichenhall, III. Abt. Sonthofen, IV. Abt. mit 14. Batt. Murnau
- Panzer-Abwehr-Abteilung 44, Kommandeur: Major Lang, Standort: Murnau
- Gebirgs-Pionier-Bataillon 54, Kommandeur: Oberstleutnant Zimmer, Standort: Mittenwald
- Gebirgs-Nachrichten-Abteilung 54, Kommandeur: Oberstleutnant Kleinschroth, Standort: Oberammergau
- Gebirgs-Sanitäts-Abteilung 41, Kommandeur: Oberstabsarzt Bingler, Standort: Garmisch-Partenkirchen

Die Gebirgs-Jäger-Regimenter bestanden aus drei Bataillonen mit je vier Kompanien, bewaffnet mit je neun leichten und zwei schweren MGs und drei leichten Granatwerfern; zwei schwere Kompanien, davon eine mit Pionierzug und vier schweren MGs bewaffnet, die anderen mit sechs mittleren Granatwerfern und zwei leichten Infanteriegeschützen sowie einer 16. Panzerabwehr-Kompanie mit zwölf 3,7-cm-Pak.
Die leichte Artillerie der Division war hauptsächlich mit der 6,5-cm-Gebirgskanone L/17, dem 7,5-cm-Gebirgs-Infanterie-Geschütz 18, dem 7,5-cm-Gebirgsgeschütz 36 sowie mit der 10,5-cm-Gebirgshaubitze 40 ausgestattet. An schweren Artilleriewaffen verfügte die Division über schwere 15-cm-Feldhaubitzen. Die Gliederung und Bewaffnung der Artillerie änderte sich während des Krieges einerseits durch die Einführung neuer Waffen, andererseits durch den Mangel an Geschützen und die Verwendung von Beutegeräten.
Die Panzerabwehrabteilung der Division bestand aus Stab und Nachrichten-Zug (mot.) sowie aus drei Kompanien (mot.) zu je zwölf Pak. Weiter war als 4. Kompanie eine MG-Fla-Kompanie mit zwölf 2-cm-Flak-Geschützen (mot.) zugeteilt.
Das Gebirgs-Pionier-Bataillon setzte sich – neben dem Stab mit Nachrichten-Zug (mot.) und Musikkorps – aus zwei Kompanien (je 9 lMG) und einer leichten Pionierkompanie (mot.) mit neun lMG sowie einer Brückenkolonne B und C (mot.) und einer leichten Gebirgspionierkolonne (mot.) zusammen.
Die Gebirgs-Nachrichten-Abteilung setzte sich aus Stab, zwei Fernsprechkompanien, einer Funk-Kompanie sowie einer leichten Nachrichtenkolonne (mot.) zusammen.
Bei der Mobilmachung bestand der Sanitätsdienst unter dem Divisionsarzt aus der Gebirgssanitätskompanie (mot.), einem Feldlazarett und zwei Krankenkraftwagenzügen.
Zu diesen Kampf- und Unterstützungseinheiten kamen noch die Versorgungsteile. Zu den Versorgungsdiensten gehörten die Nachschubdienste, die Verwaltungsdienste, die Sanitätsdienste, die Veterinärkompanie sowie das Feldpostamt.
Bei der Mobilmachung 1939 bestanden die Nachschubdienste der 1. Gebirgs-Division aus dem Stab, vier kleinen Kraftwagenkolonnen (30 t), acht Gebirgsfahrkolonnen, einer kleinen Kraftwagenkolonne für Betriebsstoff (25 m³), Werkstattkompanie (mot.), Gebirgsnachschubkompanie und einer Gebirgsträgerbataillon mit sechs Trägerkompanien.
Personell verfügte die Division gemäß dem Mobilmachungsplan 1939/40 über eine Gesamtsollstärke von 24.956 Mann (davon 640 Offiziere, 91 Beamte, 3.032 Unteroffiziere und 21.193 Mannschaften).
Die Waffen-Soll-Stärke betrug: 5.708 Pistolen, 17.568 Gewehre, 396 leichte MG, 96 schwere MG, 12 Flak 2 cm, 72 Pak 3,7 cm, 81 lGrW 5 cm, 54 mGrW 8 cm, 18 leichte Gebirgsinfanteriegeschütze 7,5 cm, 36 Gebirgsgeschütze 7,5 oder 10,5 cm sowie 12 schwere Haubitzen 18 (15 cm).
An Kraftfahrzeugen waren der Division zugeteilt: 391 Solo-Kräder, 345 Beiwagen-Kräder, 374 Pkw, 793 Lkw, 84 einachsige und 6 mehrachsige Anhänger. Hinzu kamen noch 1.007 bespannte und 37 unbespannte Fahrzeuge.
Das Gesamt-Soll an Tieren betrug aufgrund ihres Verwendungszweckes im gebirgigen und unwegsamen Gelände 7.405 Tiere. Diese setzten sich aus 1.333 Reitpferden, 4.224 Tragtieren, 1.836 leichten und 12 schweren Zugpferden zusammen.

## Detaillierte Divisionsgeschichte

### Der „Anschluss“ Österreichs 1938
Am 11. März 1938 erließ Hitler unter dem Decknamen „Unternehmen Otto“ die geheime militärische Weisung für den Einmarsch in Österreich. Das VII. Armeekorps, zu welchem die Gebirgs-Division gehörte, erhielt den Auftrag, ohne das Gebirgs-Jäger-Regiment 98 bei Salzburg die österreichische Grenze zu überschreiten und später über Steyr, die Obersteiermark und Graz nach Kärnten zu marschieren.
Die Gebirgsartillerie marschierte nach Innsbruck, Landeck und Bludenz, während das Gebirgs-Jäger-Regiment 98 mit dem Pionier-Bataillon über den Grenzübergang Scharnitz zum Brennerpass vorrückte.
Dort überbrachte der Regimentskommandeur dem italienischen Kommandanten die Grüße des Deutschen Reiches.
Als sich der Konflikt um die Tschechoslowakei verschärfte und der Aufmarsch der deutschen Truppen für den Fall Grün auf Hochtouren lief, wurden Teile der 1. Gebirgs-Division an die österreichisch-tschechoslowakische Grenze verlegt. Das am 19. September 1938 unterzeichnete Münchner Abkommen verhinderte einen militärischen Einsatz der Division im Sudetenland.
Nach der sogenannten Zerschlagung der Rest-Tschechei im März 1939 wurde das III. Bataillon des Gebirgs-Jäger-Regiments 100 vorübergehend nach Nordmähren verlegt.

### Polenfeldzug 1939
Ende August 1939 zogen die ersten Einheiten der 1. Gebirgs-Division durch die Slowakei in den Aufmarschraum. Das Gros der Division folgte etwas später. Am 19. August 1939 verließ der Stab des XVIII. Gebirgs-Armeekorps Salzburg und bezog seine Bereitstellungsräume in der Slowakei. Die 1. Gebirgs-Division kam zusammen mit der 2. Gebirgs-Division an der slowakischen Grenze zum Einsatz. Am 4. September 1939 erfolgte der Einmarsch der Division in Südpolen. Teilweise mussten die Soldaten zwischen 35 und 60 Kilometer am Tag marschieren. Am 8. September wurde der San überschritten, am gleichen Tag wurde das Gebirgsjäger-Regiment 98 bei Dukla in ein schweres Gefecht mit polnischen Truppen verwickelt, das die Gebirgsjäger jedoch für sich entscheiden konnten. Am 10. September 1939 erließ Generalmajor Kübler den bekannten Befehl zur „Sturmfahrt auf Lemberg“, demzufolge dem Feind der Rückzug nach Osten verwehrt und er damit zur Kapitulation gezwungen werden sollte. Bereits am 12. September 1939 wurde Lemberg erreicht und eingeschlossen. Am 19. September wurde der Befehl zum Angriff auf Lemberg erteilt, der am 21. erfolgen sollte, jedoch nicht mehr zur Ausführung kam, nachdem am 20. September sowjetische Truppen auf Lemberg vorstießen. Die Kampfhandlungen waren damit zu Ende.
Wegen seiner Erfolge beim Angriffskrieg gegen Polen erhielt Generalmajor Kübler am 27. Oktober 1939 das Ritterkreuz des Eisernen Kreuzes verliehen. Am 1. Dezember 1939 wurde er zum Generalleutnant befördert.
Die Division hatte bei den Kämpfen in Polen 23 Offiziere, 69 Unteroffiziere und 313 Mannschaften verloren. 42 Offiziere, 150 Unteroffiziere und 726 Mannschaften wurden verwundet, 8 Unteroffiziere und 71 Mannschaften galten als vermisst. 27 Soldaten erhielten das Eiserne Kreuz 1. Klasse, 16 weitere die Spange dazu. 1.129 Soldaten wurde das Eiserne Kreuz 2. Klasse, 72 weiteren die Spange dazu verliehen.

### Der Frankreichfeldzug 1940
Im Januar 1940 wurde die 1. Gebirgs-Division der 12. Armee unterstellt und in die Eifel verlegt. Am 10. Mai 1940 erfolgte der Einmarsch der Division nach Luxemburg, am 12. Mai 1940 wurde die belgische Grenze überschritten. Am 14. Mai 1940 erreichte die Division – immer noch ohne Gefechtsberührung – die Maas, die am 15. Mai 1940 überschritten wurde. Auf Weisung der 12. Armee hatte die 1. Gebirgs-Division am 19. Mai die Gegend um Vervin und am 20. Mai das Waldgebiet nördlich des Kanals von Vervin zu nehmen und für den nächsten Tag den Weitermarsch über Marle bis Crécy-sur-Serre anzutreten. Am Oise-Aisne-Kanal hatte sich die Division zur Verteidigung eingerichtet, um auf die Nachbardivisionen zu warten. Der Stellungskrieg dauerte schließlich vom 22. Mai bis zum 4. Juni 1940. In der Zwischenzeit, am 2. Juni 1940, wechselte die 1. Gebirgs-Division vom XVIII. Armeekorps der 12. Armee zum XXXXIV. Armeekorps, womit die Division nunmehr am linken Flügel der 6. Armee stand.
Am 5. Juni 1940 überschritten die Regimenter 99 und 100 (das Gebirgs-Jäger-Regiment 98 lag als Reserve) in den Morgenstunden den Kanal. Gegen 13:00 Uhr war das I. Btl./100 fast vollständig aufgerieben, hielt sich jedoch am Westufer des Kanals. Die Bataillone des Gebirgs-Jäger-Regiments 99 konnten entscheidende Höhen nehmen und gegen französische Angriffe halten. Gegen Abend waren die französischen Truppen geworfen und 600 Gefangene eingebracht, 16 % der deutschen Angreifer waren aber entweder gefallen oder verwundet.
Am 8. Juni 1940 wurde die Aisne überschritten, am 11. Juni 1940 die Marne erreicht. Von 13. bis zum 18. Juni 1940 drang die Division ohne Feindberührung nach Süden vor und erreichte St. Colombe. Am 19. Juni wurde die Loire überschritten, und am Abend des 19. wurde der Cher erreicht. Am 22. Juni 1940 wurde die Division an der Hauptstraße Gien-Argent-sur-Sauldre verladen und traf am 23. Juni 1940 in Charolles ein. Am 25. Juni wurde die Fahrt nördlich von Lyon gestoppt, da am 22. Juni 1940 der Waffenstillstand geschlossen worden war und am 25. Juni 1940 um 1:35 Uhr in Kraft trat. Am 26. Juni wurde die Division an die Schweizer Grenze und am 10. Juli schließlich in den neuen Bereitstellungsraum bei den Orten Jougne, Neufs, Les Hôpitaux und Vaux verlegt. Dort wurde die Division wieder dem XVIII. Armeekorps unterstellt. Der Westfeldzug war zu Ende.
Die Gesamtverluste der 1. Gebirgs-Division beliefen sich auf 1.826 Mann. Davon waren 17 Offiziere, 76 Unteroffiziere und 353 Mannschaften gefallen, 47 Offiziere, 209 Unteroffiziere und 1.106 Mannschaften verwundet, 1 Offizier, 3 Unteroffiziere und 14 Mannschaften vermisst.
Rund 1.810 Kilometer wurden im Schnitt von jedem Soldaten zu Fuß zurückgelegt, 445 Kilometer motorisiert und 2.950 Kilometer mit der Bahn, den Transport vom polnischen zum französischen Kriegsschauplatz mitgerechnet.
Während und nach dem Frankreichfeldzug wurde 5 Mal das Ritterkreuz, 166 Mal das EK I, 18 Mal die Spange zum EK I, 2.939 Mal das EK II und 47 Mal die Spange zum EK II verliehen.

### Das geplante Unternehmen „Seelöwe“ 1940/41
Die Vorbereitung der Landungsoperation gegen England wurde in der „Führerweisung Nr. 16“ am 16. Juli 1940 festgelegt, ohne dass zunächst ein Termin für die Landung selbst festgelegt wurde. Am 25. Oktober 1940 erhielt das AOK 16, dem die 1. Gebirgs-Division zu diesem Zeitpunkt unterstand, ein Fernschreiben, nach welchem das GebJgRegt 100 und I./AR 79 für die geplante Landung bereitzustellen sind. Zur Erleichterung der Gebirgsjäger wurde das Unternehmen im Frühjahr 1941 aufgegeben.
Am 25. Oktober 1940 übergab Generalleutnant Kübler die Führung der Division an Generalmajor Hubert Lanz, der bisher Chef des Generalstabes des XVIII. Korps gewesen war. Kübler übernahm als General der Gebirgstruppen das neu aufgestellte XXXXIX. Gebirgs-Korps.
Am 3. November 1940 schieden das Gebirgs-Jäger-Regiment 100 unter Oberst Utz und die I./AR 79 aus dem Divisionsverband aus und traten zur neuaufgestellten 5. Gebirgs-Division über. Die Artillerieabteilung wurde dabei als I. Abteilung dem Gebirgs-Artillerie-Regiment 95 eingegliedert. Diese Einheiten nahmen im Rahmen ihrer neuen Division an vielen Kämpfen wie der Luftlandeschlacht um Kreta sowie den Abwehrschlachten bei Leningrad, am Wolchow oder bei Monte Cassino teil, bevor sie im Mai 1945 bei Turin vor den Amerikanern kapitulierten.

### Das geplante Unternehmen „Felix“ 1941
Aufgrund der „Führerweisung Nr. 18“ vom 12. November 1940 wurde aus Teilen der 1. Gebirgs-Division zusammen mit anderen ausgesuchten Truppenteilen eine als „Sturmdivision“ bezeichnete Kampfgruppe gebildet, die die stark befestigte und modern bewaffnete britische Festung Gibraltar mit ihrem strategisch wichtigen Flottenstützpunkt erobern sollte. Das Unternehmen Felix hätte die Seeherrschaft Großbritanniens im Mittelmeer entscheidend schwächen können. Doch noch während der getarnten Erkundigungen versagte Franco seine Mitwirkung, da ihm Hitler keine konkreten Zusagen auf gewünschte Gebietsforderungen in den Pyrenäen und auf die Erweiterung des spanischen Kolonialreichs durch die Abtretung französischer Kolonien machen konnte. Damit war das Unternehmen gescheitert.

### Der Jugoslawienfeldzug 1941
Zwischen dem 5. und 8. April 1941 wurde die 1. Gebirgs-Division in den Versammlungsraum beiderseits der Drau zwischen Völkermarkt, Bleiburg und St. Paul in Kärnten verlegt. Am 9. April drangen Teile des GebJgRegt 99 nach Jugoslawien ein. Eine Vorausabteilung unter Major Lang drang am 11. April bis Zagreb vor und erreichte am 13. April 1941 Karlstadt. Am 15. April stießen mot Teile der Division bis nach Bihać vor, ohne auf nennenswerten Widerstand zu stoßen. Noch am selben Tag wurde das Gros der Division nach Cilli zurückgenommen, um sich dort für eine neue Aufgabe bereitzuhalten.
Im Jugoslawienfeldzug waren 1 Unteroffizier und 5 Mannschaften gefallen, 3 Unteroffiziere und 6 Mannschaften wurden verwundet.

### Der Krieg gegen die Sowjetunion 1941–1943
Im Mai 1941 wurde das XXXXIX. Gebirgs-Korps der 17. Armee unterstellt. Der Stab unter dem Kommando von General der Infanterie Ludwig Kübler zog im Schloss des Grafen Potocki in Lancut unter. Dort erhielt das Korps die Anweisungen für den 22. Juni 1941, den Tag des Angriffs auf die Sowjetunion.
Bis zum 20. Juni bezogen die Gebirgs-Jäger-Regiment 98 (Oberst Picker) und 99 (Oberst Kreß), das zugeteilte Infanterie-Regiment 188 sowie die Divisionsartillerie ihre Stellungen.
Die Gliederung der Gefechtstruppen der 1. Gebirgs-Division (ohne zugeteilte Truppenteile) sah am 22. Juni 1941 wie folgt aus:
- Divisionskommandeur: Generalmajor Lanz
  - Ia der Division: Major Steets
  - Ib der Division: Hauptmann von Eimannsberger
- Gefechtsgruppe Kreß (Gebirgs-Jäger-Regiment 99) mit 3 Bataillonen
- Gefechtsgruppe Picker (Gebirgs-Jäger-Regiment 98) mit 3 Bataillonen
- mot. Gefechtsgruppe Oberstleutnant Lang
- Artilleriegruppe Winkler (AR 79)
- Feldersatzbataillon unter Major Baumgartner

Gesamtstärke: 264 Offiziere, 4 Beamte, 1.778 Unteroffiziere, 11.590 Mannschaften, 5.945 Pferde und Tragtiere

### Erste Kämpfe 1941
Die Division stieß über Oleszyce in Richtung Lemberg vor, das sie zusammen mit dem Baulehrbataillon z. b. V. 800 „Die Brandenburger“ und dem ukrainischen Freiwilligenbataillon Nachtigall am 30. Juni einnahm. Anschließend wurde Oberst Karl Wintergerst von der 1. Gebirgs-Division als Stadtkommandant eingesetzt. In den ersten Tagen nach der Besetzung begingen ukrainische Milizen und Zivilisten sowie die deutsche Einsatzgruppe C Massenmorde an der jüdischen Zivilbevölkerung. Dem Historiker Hannes Heer zufolge trug Wintergerst maßgebliche Verantwortung für das Anheizen der Pogromstimmung. Am 4. Juli ging es weiter über Winniki nach Südwesten in Richtung Hussjatyn. Mitte Juli hatte die Division im Verband des XXXXIX. Gebirgs-Korps die Stalin-Linie erreicht, die „Maginot-Linie“ der Russen. Für den 15. Juli wurde der Angriff auf die Stalin-Linie angesetzt. Generalmajor Lanz fand eine Lücke im sowjetischen Verteidigungssystem und schleuste seine Regimenter 99 und 98 durch, obwohl er damit einen Befehl von General der Infanterie Ludwig Kübler, der einen Frontalangriff befohlen hatte, missachtete. Am 18. Juli wurde Winniza erreicht und mit einer Kesselschlacht beendet. Mehr als 10.000 sowjetische Soldaten gingen in Gefangenschaft. Über das von mongolischen Truppen besetzte Brazlaw und Gaissin ging es nach Ternowka, das am 27. Juli erreicht wurde. Anfang August näherte sich die Division dem Raum Uman. Bis zu diesem Zeitpunkt hatten die Soldaten bereits mehr als 700 km marschierend zurückgelegt.
Am 2. August griff die Vorausabteilung Lang die im Raum Uman abfließenden Feindteile an, zerschlug diese und stellte am Sinjucha, südlich von Ternowka, den Anschluss an die deutschen Panzerkräfte her. Der Ring um Uman war geschlossen. In der folgenden Kesselschlacht von Podwysskoje bei Uman wurden 22.000 Gefangene eingebracht, die Masse der 6. und 12. sowjetischen Armee war vernichtet.
Nach einigen mehr oder weniger schweren Gefechten bei Wolodymyriwka erreichte die 1. Gebirgs-Division den Dnepr. Die Division wechselte dabei von der 17. Armee (General Stülpnagel) zur 11. Armee (von Manstein). In der Nacht zum 8. September überschritten Teile der Division eine Pontonbrücke über den Dnjepr und drang in die Nogaische Steppe vor. In der Schlacht am Asowschen Meer (4. bis 10. Oktober) wurden die 9. und 18. sowjetische Armee zerschlagen, die Gebirgsjäger zeichneten sich dabei abermals aus.
Die 1. Gebirgs-Division drehte nach Süden ab und erreichte am 20. Oktober Stalino im Donezk-Becken. In ständiger Fühlung mit den Panzerdivisionen der 1. Panzerarmee rückte die Gebirgs-Division Ende Oktober 1941 über Stepanowka, Amwrossijewka, Remowka und Dmitrijewka an den Mius vor. In verlustreichen Kämpfen im Mius-Abschnitt konnte Dmitrijewka erobert und am 2. November ein Brückenkopf auf der anderen Flussseite gebildet werden.
Am 3. November befahl das XXXXIX. Gebirgs-Korps, zur Verteidigung am Mius überzugehen. Bereits im November 1941 fiel der Winter ein, Temperaturen von −30 Grad wurden erreicht.

### Vom Mius bis zum Kaukasus
Zwischen dem 2. Dezember 1941 und dem 16. Mai 1942 lagen die 1. und 4. Gebirgs-Division neben der italienischen 3. Division „Celere“ am Mius. Nicht nur, dass sie für einen Winterkampf schlecht ausgerüstet waren, mussten sie sich immer wieder den anhaltenden Gegenangriffen der Roten Armee stellen. Am 3. Januar 1942 übernahm General Konrad die Führung des XXXXIX. Gebirgs-Korps. Die 1. Division hatte unter den Kämpfen erheblich gelitten. Am 6. Januar 1942 betrug die durchschnittliche Kompaniestärke 44 Mann, die einen Abschnitt von 700 bis 800 Meter zu verteidigen hatten.
Am 17. Mai 1942 begann die Wiederaufnahme der Angriffsoperationen an der gesamten Ostfront. In der Schlacht bei Charkow durchbrach die 1. Gebirgs-Division die sowjetischen Stellungen und stieß 45 Kilometer bis nach Barwenkowo vor. Bis zum Ende der Schlacht am 28. Mai wurden von den deutschen Verbänden 240.000 Gefangene eingebracht, mehr als 2.000 Geschütze und 1.250 Panzer wurden zerstört oder erbeutet. Die 1. Gebirgs-Division machte 25.000 Gefangene, eroberte 150 Geschütze, 70–80 Pak, 50 Flak, 12 Raketenwerfer, über 100 Granatwerfer, 2500 Lkw, 200 Traktoren, 1.500 Bespannfahrzeuge, 10.000 Pferde, 70 Tankwagen und 94 Panzer.
Ende Juni 1942 wurde Woroschilowgrad erreicht, der Donez bei Kamensk überschritten, und Ende Juli erreichten die Gebirgsjäger Rostow. Dort trat die Division wieder in den Verband des XXXXIX. Gebirgs-Korps.
Am 23. Juli 1942 erteilte Hitler die „Weisung 45“ für die Fortsetzung der Unternehmen im Süden („Unternehmen Braunschweig“). Am 5. August überschritt die 1. Gebirgs-Division den Don bei Rostow. Am 11. August konnte die Brücke von Tscherkessk unzerstört erobert werden, womit der Übergang über den Kuban gesichert war. In der Zeit vom 12. August bis 21. August 1942 nahmen die Gebirgsjäger die Hochpässe des Kaukasus zwischen dem Elbrus, Maruch, Bgala und Adsapsch-Pass in Besitz. Am 17. August hatten Teile der 1. Gebirgs-Division den Kluchorpass gestürmt. In der Zeit vom 28. August bis zum 5. September gelang es dann der Division, eine sowjetische Brigade in Höhen zwischen 3000 und 4000 m zu vernichten. Ein Angriff auf die Hafenstadt Tuapse am Schwarzen Meer scheiterte jedoch an mangelnden Kräften.
Am 21. August 1942 erreichte ein Hochgebirgszug aus Soldaten der 1. und 4. Gebirgs-Division den Elbrus, den mit 5642 m Höhe höchsten Berg des Kaukasus und Russlands.
Mitte September 1942 wurde die Division unter Belassung des GebJgRegt 99 (Obst von Le Suire) im Elbrusgebiet aus der Front gelöst und über Maikop in den Pontischen Kaukasus verlegt. Man wollte versuchen, mit der Gruppe „Lanz“, bestehend aus den Regimentern 98 und 13, zur Schwarzmeerküste durchzubrechen. Dieser Versuch scheiterte. Am 2. November 1942 brach der Angriff unter schweren eigenen Verlusten zusammen. Da Hitler sich weigerte, Truppenteile zeitgerecht zurückzunehmen, erlitt die 1. Gebirgs-Division schwere Verluste. Um die Jahreswende 1942/43 schließlich setzte sich das XXXXIX. Gebirgs-Korps auf einer Front von 400 km Breite vom Waldkaukasus in den Kuban-Brückenkopf ab und entzog sich damit dem sowjetischen Zugriff, der das AK vernichten wollte. Am 23. Januar 1943 räumte die Division und die ihr zugeteilten Einheiten die letzten Bergstellungen und vereinigte sich bei Maikop wieder mit der Gruppe von Le Suire. Damit war die 1. Gebirgs-Division wieder vereint.

### Rückzug aus der Sowjetunion

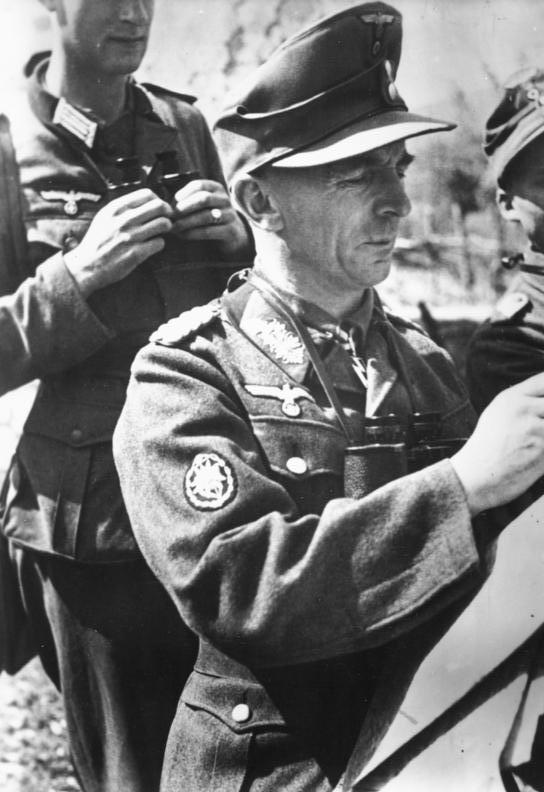
Generalleutnant Walter Stettner Ritter von Grabenhofen, Juni 1943

Im Januar 1943 übernahm Generalleutnant Walter Stettner Ritter von Grabenhofen die Führung der Division.
Während sich die Angehörigen der Division auf Abwehrkämpfe im Kuban-Brückenkopf einstellten, wurde über den weiteren Einsatz der „Edelweiß“-Division entschieden. Die 1. Gebirgs-Division war für das Unternehmen „Schwarz“ auf dem Balkan vorgesehen.
Gewaltig waren die Marschleistungen der Division in der Sowjetunion. 4.955 km wurden zu Fuß zurückgelegt, 925 km mit der Bahn.
Die Gesamtverluste der Division betrugen bis zum 31. Dezember 1942 13.227 Mann. Davon waren 141 Offiziere, 457 Unteroffiziere und 2.651 Mannschaften gefallen, 288 Offiziere, 1.218 Unteroffiziere und 8.205 Mannschaften verwundet, sowie 1 Offizier, 14 Unteroffiziere und 252 Mannschaftsdienstgrade vermisst.
Während der Unternehmen in der Sowjetunion wurden an Angehörige der Division zweimal das Eichenlaub zum Ritterkreuz (Generalleutnant Lanz und Hauptmann Harald von Hirschfeld), 23 Mal das Ritterkreuz, 50 Mal das Deutsche Kreuz in Gold, ein Mal das Deutsche Kreuz in Silber, 956 Eiserne Kreuze I. Klasse, zehn Spangen zum Eisernen Kreuz I. Klasse, 8.482 Mal das Eiserne Kreuz II. Klasse, 27 Spangen zum Eisernen Kreuz II. Klasse, 39 Kriegsverdienstkreuze I. und 2.839 Mal II. Klasse verliehen.

### Einsatz in Südosteuropa 1943–1945

#### Einsätze gegen Partisanen
Von Bulgarien aus zog die Division zum Einsatz gegen Partisanen nach Montenegro (15. April bis 16. Juni 1943). Als die Division nach dorthin verlegt wurde, hatte sie im bisherigen Kriegsverlauf laut dem Historiker Roland Kaltenegger bereits über 19.000 Mann verloren.
Die 1. Gebirgs-Division war neben der 7. SS-Freiwilligen-Gebirgs-Division „Prinz Eugen“ einer der beiden wichtigsten Großverbände der deutschen Angriffsbewegung während der Schlacht an der Sutjeska. Bei dieser Großoperation gegen Tito-Partisanen und Tschetniks im Frühsommer 1943 machte die 1. Gebirgs-Division 498 Gefangene, 411 davon erschoss sie ohne Verfahren. In Reaktion auf einen Beschuss durch Partisanen begingen Teile der Division am 6. Juli 1943 in Südalbanien das Massaker von Borova, das als schlimmstes Wehrmachtverbrechen in Albanien gilt.
Anfang Juli 1943 wurde die 1. Gebirgs-Division nach Westgriechenland in den Epirus verlegt, um eine erwartete alliierte Invasion abzuwehren. Zu dieser kam es allerdings nicht. Stattdessen wurden einzelne Truppenteile im Kampf gegen griechische und albanische Partisanen eingesetzt. Dabei gingen sie rücksichtslos gegen Zivilisten, darunter Frauen, Kinder und Alte vor. Allein in den drei Monaten zwischen Anfang Juli und Anfang Oktober 1943 sollen etwa 207 Ortschaften mit etwa 4.500 Häusern zerstört und über 2.000 Zivilisten, Griechen und Albaner, getötet worden sein. Ein Beispiel dafür ist das Massaker von Kommeno, dem 317 Einwohner zum Opfer fielen, darunter Kleinkinder, 94 Kinder unter 15 Jahren und zahlreiche Personen über 65 Jahre. Ein Indiz dafür, dass es höchst selten zu Gefechten mit Partisanen kam, ist die Tatsache, dass lediglich 23 Gebirgsjäger in diesem Zeitraum gefallen sind.
Nachdem Italien Anfang September 1943 mit den Alliierten einen Waffenstillstand abgeschlossen hatte, besetzten Teile der 1. Gebirgs-Division die bis dahin von italienischen Truppen gesicherten ionischen Inseln Kefalonia. Zwischen dem 21. und 24. September 1943 entwaffneten Soldaten der 1. Gebirgs-Division im Massaker auf Kefalonia rund 5.200 italienische Soldaten der 33. Infanterie-Division „Acqui“ und erschossen sie dann, mit ihnen alle Offiziere. Es handelt sich um eines der schwersten deutschen Kriegsverbrechen im Mittelmeerraum. Zwischen den 3. und 7. Oktober 1943 erschossen Soldaten des Gebirgs-Jäger-Regiment 99 alle Offiziere und Unteroffiziere der 151. Infanterie-Division „Perugia“, welche sich im albanischen Saranda ergeben hatten.
Am 11. November 1943 dienten in der 1. Gebirgs-Division 12.657 Schwaben und Bayern, 3.401 Österreicher, 1.551 Rheinländer und Hessen, 1.463 Schlesier und Sudetendeutsche, 761 Badener und Elsässer, 701 Sachsen und Anhalter, 482 Berliner, Hannoveraner und Hanseaten sowie 441 Ostpreußen und Danziger.
Vom 4. Dezember 1943 bis 10. April 1944 war die Division dem V. SS-Gebirgs-Armee-Korps von der 2. Panzerarmee unterstellt und in Bosnien und Kroatien eingesetzt.
Im Dezember 1943 bildete die 1. Gebirgs-Division erneut gemeinsam mit der Division Prinz Eugen den Kern einer deutschen Angriffsoperation in Jugoslawien, diesmal des Unternehmens Kugelblitz. Ende Januar 1944 führte die 1. Gebirgs-Division als ihre letzte größere Operation in Jugoslawien das Unternehmen Emil durch und duellierte sich dabei mit der 19. Division der Volksbefreiungsarmee, welche schwere Verluste erlitt.
Am 2. Januar 1944 traten die Gebirgsjäger zum – wie sie glaubten und hofften – entscheidenden Schlag gegen die kommunistischen Partisanen von Tito an, konnten den Rebellenführer jedoch nicht festnehmen.

#### Kämpfe in Serbien und Ungarn
Im März 1944 nahm die Division an der Besetzung Ungarns teil. Sie unterstand zu dieser Zeit direkt dem OKH/OKW. Nachdem die Division in ihrem Abschnitt kriegsmüde ungarische Verbände entwaffnet hatte und somit die Lage beruhigen konnte, wurde sie am 30. April 1944 herausgezogen und zur Verteidigung der Karpatenpässe eingesetzt. Auch in dieser Situation konnten die Truppen die ins Wanken geratene militärische Lage festigen. Schon Anfang Mai 1944 wurde sie wieder nach Griechenland zurückgerufen.
Nach dem Abfall Bulgariens hatten die griechischen Inseln ihren Wert verloren. Die 1. Gebirgs-Division wurde vom 3. Mai 1944 bis zum 20. Juli 1944 gegen Partisanen eingesetzt, die ihre Tätigkeit immer mehr verstärkten. Vom 25. Juli bis 27. August 1944 wurden die Gebirgsjäger in Montenegro eingesetzt und trafen auf straff organisierte Partisanenverbände. Zwischen dem 28. August und 5. September 1944 marschierte die Division innerhalb der Heeresgruppe F zur Schlacht in Serbien auf.
Im September 1944 stand die 1. Gebirgs-Division weit auseinandergezogen zwischen Vlasotince und Zaječar an der jugoslawisch-bulgarischen Grenze in schweren Abwehrkämpfen. Die Division war zusammen mit der 7. SS-Freiwilligen-Gebirgs-Division „Prinz Eugen“ in einen Hexenkessel geraten. Durch einen sowjetischen Panzerkeil in der Stärke von fünf Divisionen und einer Brigade wurde die Division am 30. September 1944 in drei Teile gespalten. Wegen der aussichtslosen Lage wurde sie vom 1. bis zum 14. Oktober 1944 gegen die Morava zurückgenommen, wobei es zu erbitterten Gefechten kam. Das Feld-Ersatz-Bataillon wurde dabei vollständig aufgerieben. Mitte Oktober zog die Division über Požarevac in den Raum südlich von Belgrad, wo sich eine Katastrophe abzeichnete, da starke sowjetische Kräfte seit dem 5. Oktober 1944 am Nordufer der Donau gegenüber der Stadt standen.
Erst am 12. Oktober 1944 erhielt die Division, nachdem sie ab dem 10. Oktober 1944 der Armeeabteilung Serbien (General Hans-Gustav Felber) unterstellt worden war, den Befehl zum sofortigen Rückzug hinter die Morava. Am 17. Oktober 1944 gab der Divisionskommandeur Generalleutnant Walter Stettner Ritter von Grabenhofen den ursprünglich beabsichtigten Durchstoß auf Belgrad auf und entschloss sich zum Durchbruch nach Westen, um eine drohende Einkesselung zu vermeiden. Sämtliche Waffen, die nicht auf Tragtiere verladen werden konnten, mussten dabei vernichtet werden. Der Ausbruch gelang unter Zurücklassung aller nicht gehfähiger Verwundeter. Am 19. Oktober 1944 wurde sie jedoch erneut eingeschlossen. Ein Ausbruchsversuch scheiterte. 5.000 Gebirgsjäger blieben im Kessel südlich von Belgrad zurück, darunter auch der Divisionskommandeur Stettner Ritter von Grabenhofen, der seitdem als vermisst gilt.
Einige Tage nach dem Ausbruch aus dem Kessel wurde das Feld-Ersatz-Bataillon 54 von Titopartisanen überfallen und nahezu vollständig vernichtet. Sein Kommandeur, Major Dodel, gilt seitdem als verschollen, obwohl er Augenzeugen zufolge am 24. Dezember 1944 in einer Kiesgrube bei Belgrad erschossen wurde.
Unter dem neuen Kommandeur, Generalmajor August Wittmann, baute die Division im Drina-Save Dreieck eine neue Abwehrfront auf. Einen Monat lang, zwischen 23. Oktober und 21. November 1944, war die Division in Stellungskämpfe hinter der Drina verwickelt. Nach getrennt geführten Einsätzen – die Südgruppe „Groth“ kämpfte im Raum Kraljevo – gelangte sie südlich des Plattensees wieder geschlossen zum Einsatz. Am 17. Dezember 1944 übernahm Generalleutnant Josef Kübler, Bruder von General Ludwig Kübler, die 1. Gebirgs-Division. Vom 23. November 1944 bis zum 5. März 1945 war sie zwischen der Drau und dem Plattensee eingesetzt und wies alle Angriffe der Roten Armee unter schweren Verlusten ab.
Im Frühjahr 1945 nahm die Division vom 6. März bis zum 22. März im Verband des XXII. Armeekorps (General Lanz) an der letzten großen Entscheidungsschlacht des südöstlichen Kriegsschauplatzes südlich des Plattensees in Ungarn teil. Trotz örtlicher Erfolge konnte kein Durchbruch erzielt werden. Am 12. März 1945 wurde die Division in 1. Volks-Gebirgs-Division umbenannt. Mitte März 1945 übernahm Generalleutnant Wittmann erneut die Führung der Division.

## Das Ende in der Steiermark
Am 26. März 1945 gelang der Roten Armee nördlich des Plattensees der Durchbruch. Zur Sicherung des Raab-Überganges bei Kam ging die Division am 28. März auf die Linie Hegy-Beicz-Gyertyanos zurück. Das erneute Absetzen in die Reichsschutzstellung gestaltete sich zu einem Wettlauf mit der Zeit, den die Gebirgsjäger gewannen. Bei den Kämpfen im Bezirk Oberwart, den die Gebirgs-Division im Rahmen des III. Panzerkorps gegen die sowjetische 26. Armee führte, hatte sie einen wesentlichen Anteil daran, dass die deutsche Front nicht ganz zusammenbrach. Gegen durchgebrochene Feindkräfte im Feistritztal erfolgte Ende April 1945 der letzte größere Angriff der Division, um eine bedrohliche Lücke am Semmering zu schließen. Der Frontabschnitt konnte bis Kriegsende gehalten werden. Am 7. Mai 1945 erhielt die Division den Befehl, sich am 8. Mai 1945 bis 21 Uhr hinter die Enns abzusetzen.
Bis zum 12. Mai 1945 leitete der Divisionsstab bei Liezen noch das Einschleusen der aus dem Osten kommenden deutschen Soldaten hinter die amerikanische Demarkationslinie. Im amerikanischen Kriegsgefangenenlager Mauerkirchen endete für die Division der Krieg. Bis Mitte Juli 1945 waren alle Gebirgsjäger entlassen.

## Personen

### Kommandeure
- Generalmajor Ludwig Kübler – 1. April 1938 bis 25. Oktober 1940
- Generalmajor Hubert Lanz – 25. Oktober 1940 bis Januar 1943
- Generalleutnant Walter Stettner Ritter von Grabenhofen – Januar 1943 bis Oktober 1944
- Generalmajor August Wittmann – Oktober 1944 bis 17. Dezember 1944

- Generalleutnant Josef Kübler – 17. Dezember 1944 bis Mitte März 1945
- Generalleutnant August Wittmann – Mitte März 1945 bis 12. Mai 1945

### Bekannte Divisionsangehörige
- Hellmut Grashey (1914–1990), war von 1968 bis 1969, als Generalmajor des Heeres der Bundeswehr, Stellvertretender Inspekteur des Heeres
- Karl Friedrich Hagenmüller (1917–2009), war Betriebswirtschaftler, der 1957 zusammen mit Reinhold Sellien die Bankakademie in Frankfurt am Main gründete und ab 1967 dem Vorstand der Dresdner Bank angehörte
- Wilhelm Heß (1907–1997), war von 1962 bis 1968, als Generalmajor des Heeres der Bundeswehr, Befehlshaber im Wehrbereich VI
- Erich Lawall (1899–1973), war von 1959 bis 1964 Präsident des Oberlandesgerichtes Saarbrücken
- Anton Leeb (1913–2008), war von 1971 bis 1977 als General der Infanterie der dritte Generaltruppeninspektor des österreichischen Bundesheeres
- Karl Lütgendorf (1914–1981), war von 1971 bis 1977 österreichischer Verteidigungsminister
- Bernhard Müller-Hahl (1918–1985), war von 1966 bis 1970 für die CSU, Mitglied des Bayerischen Landtags und von 1958 bis 1984 Landrat des Landkreises Landsberg am Lech
- Max-Josef Pemsel (1897–1985), war von 1957 bis 1961 als Generalleutnant Kommandierender General des II. Korps des Heeres der Bundeswehr
- Franz Pöschl (1917–2011), war von 1972 bis 1978 als Generalleutnant Kommandierender General des III. Korps des Heeres der Bundeswehr
- Michael Pössinger (1919–2003), war 1951 Weltmeister im Bobfahren
- Wilhelm Reissmüller (1911–1993), war von 1949 bis 1993 Herausgeber des Donaukuriers
- Josef Remold (1902–1985), war von 1951 bis 1962 Präsident der Bayerischen Bereitschaftspolizei
- Xaver Schleich (1921–2006), war 1978 für die CSU Mitglied des Bayerischen Landtags
- Karl Wilhelm Thilo (1911–1997), war von 1967 bis 1970 als Generalleutnant Kommandierender General des II. Korps und stellvertretender Inspekteur des Heeres
- Friedrich Übelhack (1907–1979), war von 1964 bis 1968 als Generalleutnant Kommandeur des Kommandos Territoriale Verteidigung des Heeres der Bundeswehr
- Wilhelm Walch (1912–1941), war ein österreichischer und deutscher Skirennläufer
- Chiang Wei-kuo (1916–1997), war ein General des Heeres der Republik China (Taiwan), er wurde in den 1930er Jahren als Gebirgsjäger ausgebildet
- Rudolf Zankl (1920–1974), war von 1962 bis 1970, für die SPD, Mitglied des Bayerischen Landtags

## Traditionspflege
Die ehemaligen Soldaten der Division sind überwiegend im Kameradenkreis der Gebirgstruppe e. V. organisiert.